# Oberleitungsbus Vilnius

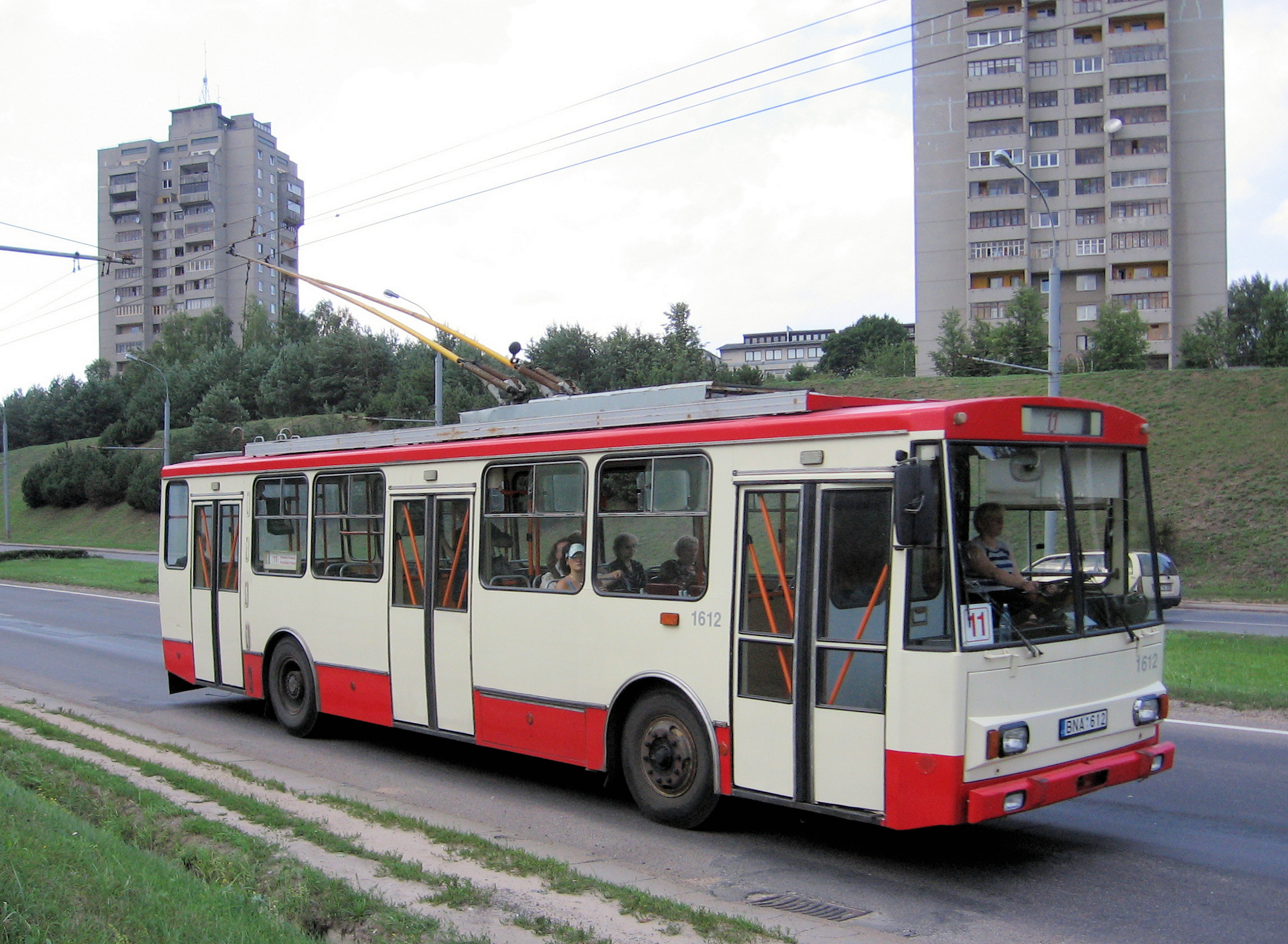
Ein älterer Škoda 14Tr

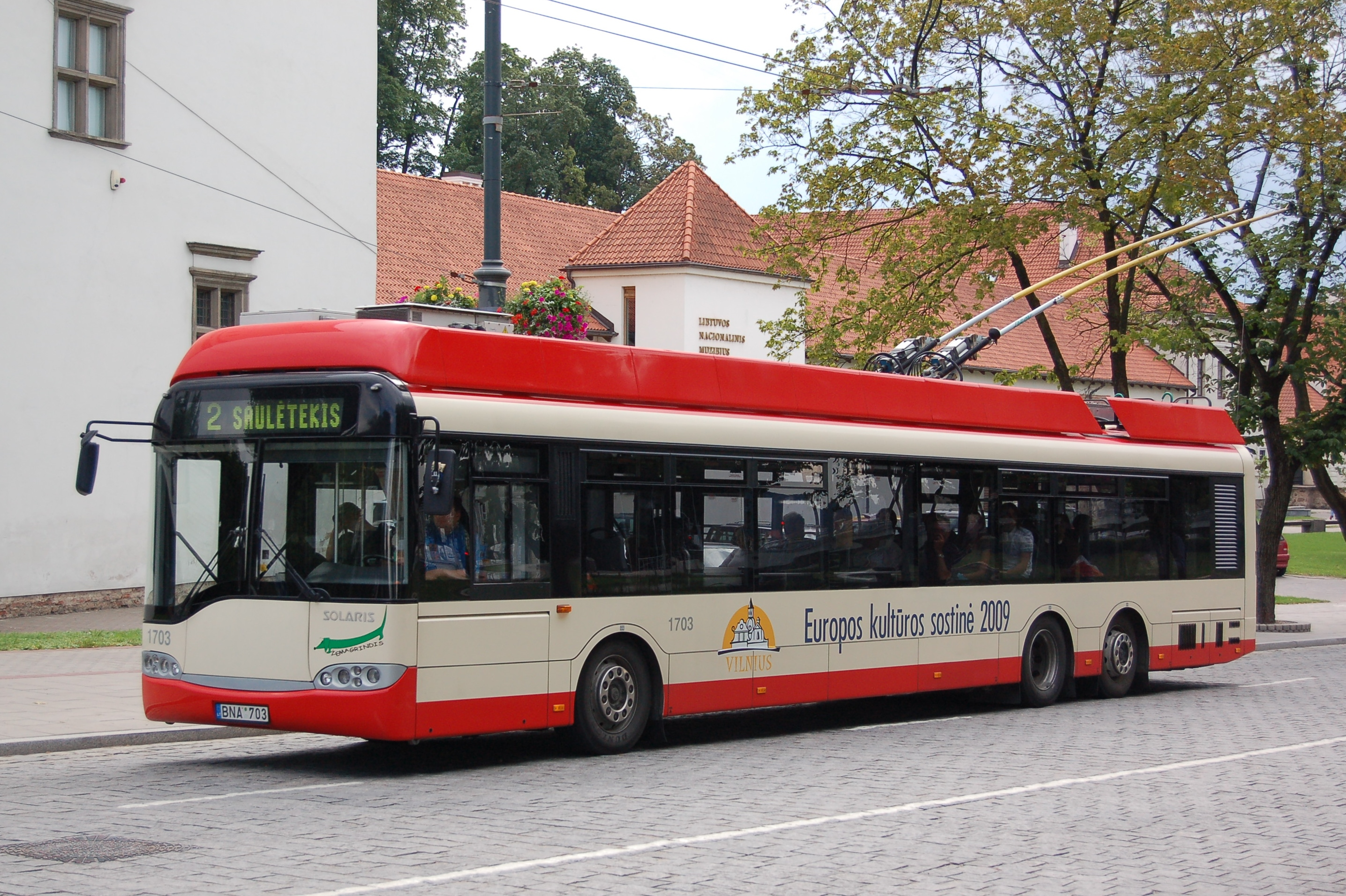
Ein Solaris Trollino 15 AC

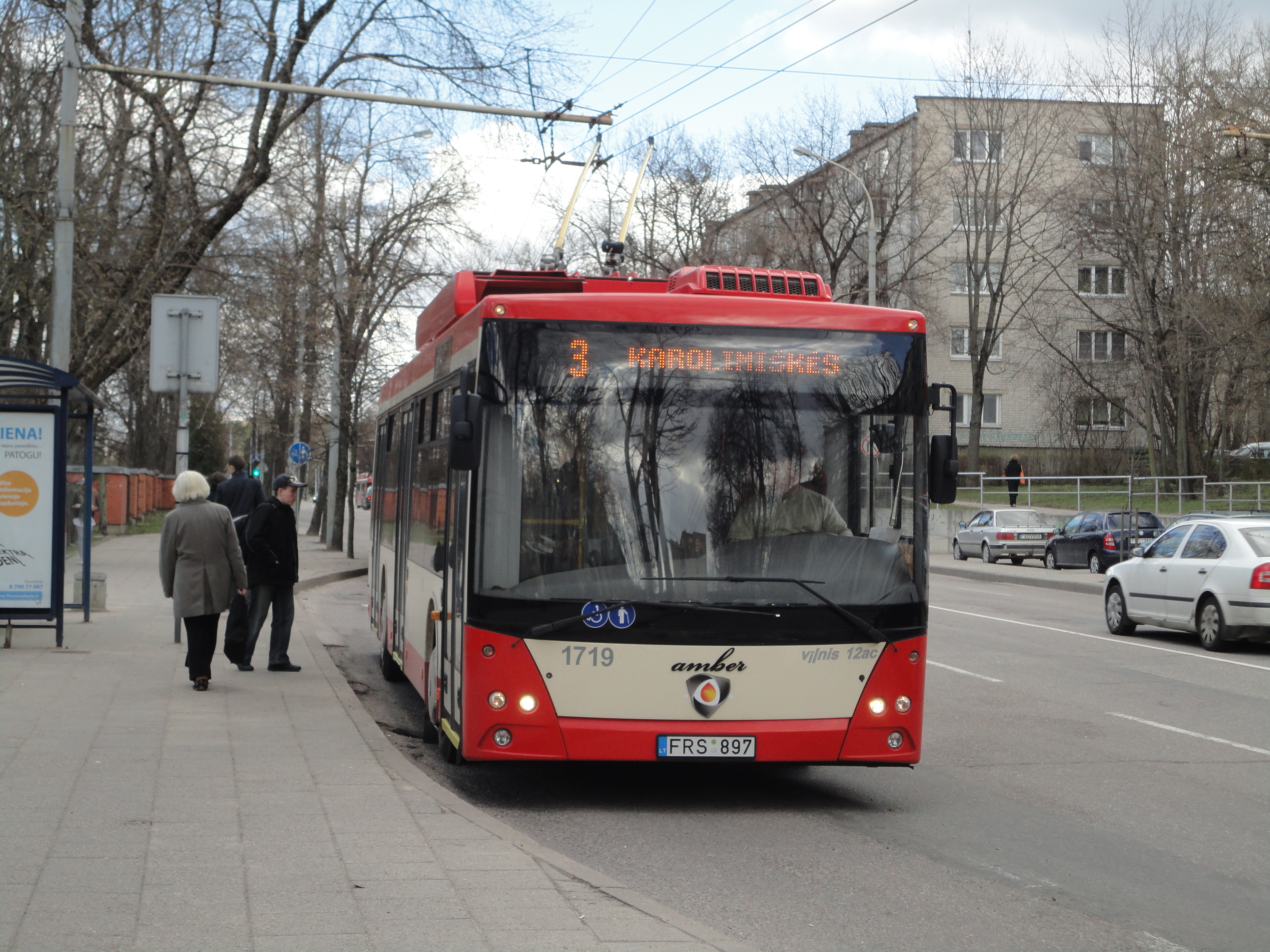
Ein Amber Vilnis 12 AC

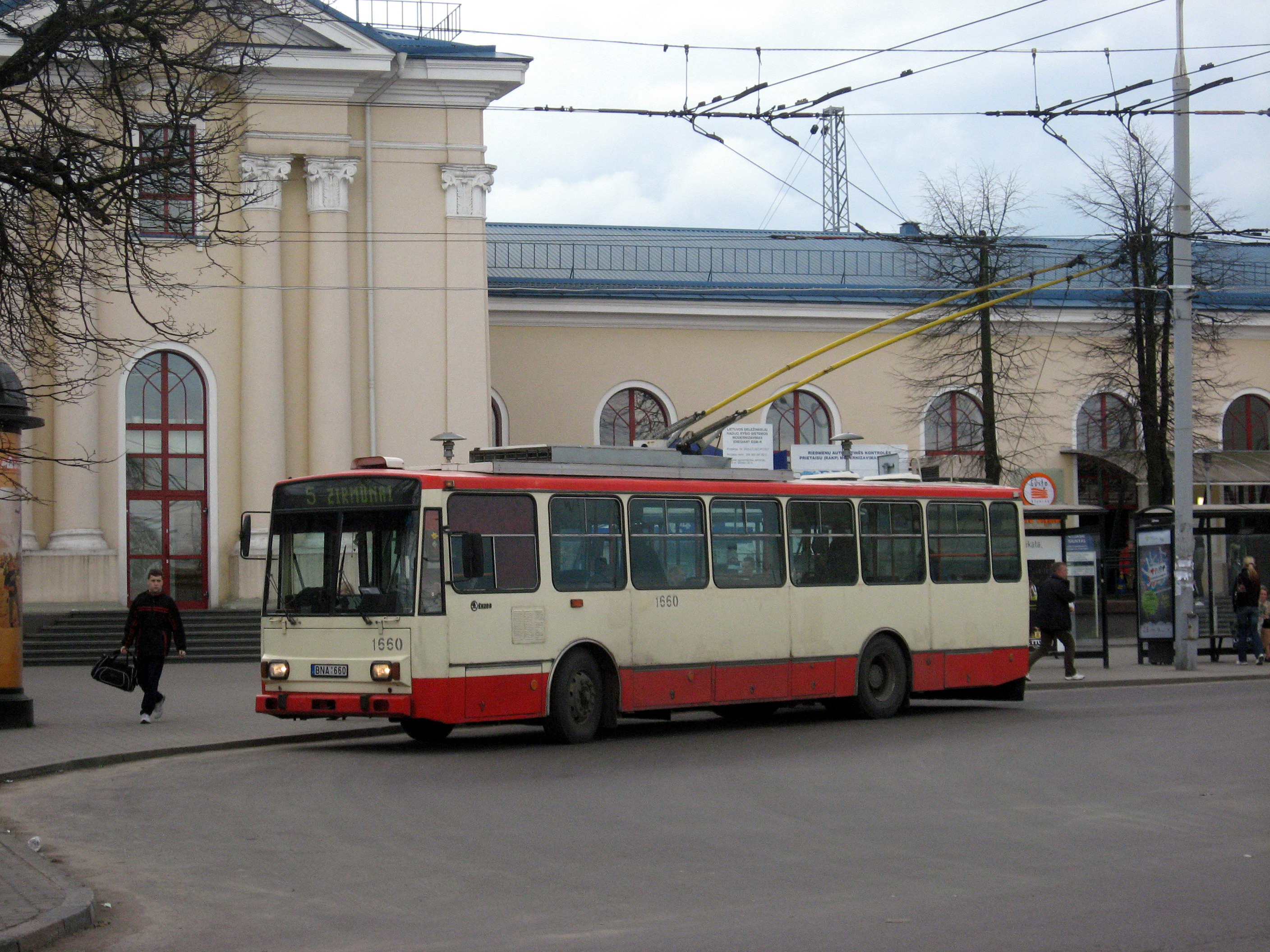
Die Untervariante Škoda 14TrM

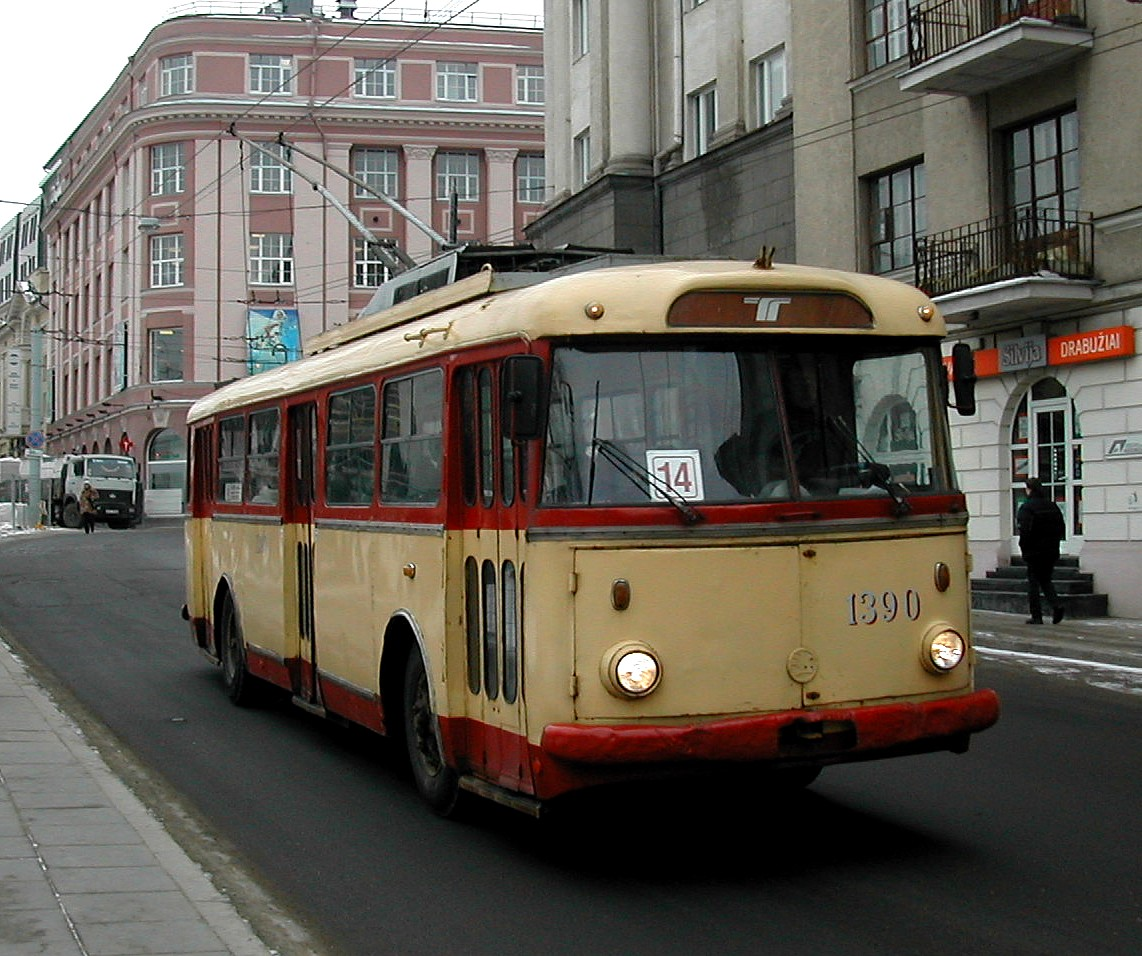
Nicht mehr im Einsatz: der Typ Škoda 9Tr, hier im Jahr 2003

Der Oberleitungsbus Vilnius ist eines von zwei Obus-Systemen in Litauen. Das größere Netz in der Hauptstadt Vilnius wird vom Verkehrsunternehmen UAB Vilniaus viešasis transportas, einer Nachfolgegesellschaft der UAB Vilniaus troleibusai, geführt. Es verfügt über 310 Oberleitungsbusse, davon sind an Wochentagen 231 und samstags sowie an Sonn- und Feiertagen 122 gleichzeitig im Einsatz. Derzeit werden insgesamt 18 Linien mit einer Gesamtlänge von 513,6 Kilometern bedient. Die Beförderungsleistung beträgt 42.013 Kilometer und mehr als 200.000 Fahrgäste täglich.

## Geschichte
1956 wurde der Betrieb offiziell gegründet. Im Depot, der sich in Antakalnis befindet, standen zu dieser Zeit 20 Oberleitungsbusse. Die erste Strecke war 7,8 Kilometer lang und führte von Antakalnis zum Bahnhof Vilnius. Sie wurde am 3. November 1956 eröffnet und mit sieben Wagen des Typs MTB-82D betrieben.
Ein Jahr später wurde die zweite Strecke zwischen Žvėrynas und dem Bahnhof eröffnet. 1960 begann Vilniaus troleibusai mit dem Kauf neuer Oberleitungsbusse des Typs 8Tr, der einige Jahre später von der Nachfolgebaureihe Škoda 9Tr abgelöst wurde. So befanden sich 1961 bereits 120 Oberleitungsbusse im Bestand.
In den folgenden Jahren wurden weitere neue Strecken errichtet. 1967 existierten bereits 13 Linien mit einer Gesamtlänge von 217 Kilometern. Aufgrund des steigenden Fahrgastaufkommens und des Wachstums der Stadt Vilnius, wuchs auch die Anzahl der Oberleitungsbusse ständig. So gab es 1967 bereits 159 Oberleitungsbusse, 1982 waren es schon 278. Aufgrund des Platzmangels im Depot in Antakalnis, wurde am 25. Dezember 1985 ein zweites Depot in Viršuliškės eröffnet. Damals verkehrten bereits 297 Wagen.
Ab 1982 begann Vilniaus troleibusai mit der Modernisierung der Flotte und kaufte die ersten Škoda 14Tr. In den Jahren 1996 und 1997 folgten weitere 60 Wagen dieses Typs, 1999 lieferte Škoda außerdem noch 23 Wagen der modifizierten Version 14TrM.
In den Jahren 2004 bis 2006 leaste Vilniaus troleibusai 45 neue niederflurige Wagen des Typs Solaris Trollino 15 AC.
Nach der Fusion mit dem Unternehmen UAB Vilniaus autobusai, entstand aus UAB Vilniaus troleibusai am 4. November 2011 die neue Gesellschaft UAB Vilniaus viešasis transportas.
Am 11. November 2011 präsentierte Vilniaus viešasis transportas den ersten litauischen Oberleitungsbus vom Typ Amber Vilnis 12 AC. Die Bauteile des Eigenbaufahrzeugs stammen aus Belarus, Tschechien, Polen und Deutschland. Seit Anfang 2012 werden Fahrzeuge dieser Serie im Linienverkehr eingesetzt.
Von November 2018 bis Februar 2019 kamen es zur Lieferung von 41 Fahrzeugen der Type Solaris Trollino IV 12 Škoda, also Solaris Bussen mit Elektrik von Škoda. Diesen folgen in den Jahren 2024 und 2025 91 Škoda 32Tr SOR.

## Linien
| Nr. | Linienverlauf                                                        |
| --- | -------------------------------------------------------------------- |
| 1   | Karoliniškės – Žvėrynas – Bahnhof Vilnius                            |
| 2   | Saulėtekis – Žygimantų g. – Bahnhof Vilnius                          |
| 3   | Karoliniškės – Žvėrynas – Žygimantų g. – Šiaurės miestelis           |
| 4   | Antakalnis – Žemieji Paneriai                                        |
| 6   | Žirmūnai – Kalvarijų g. – Jono Basanavičiaus g. – Žemieji Paneriai   |
| 7   | Bahnhof Vilnius – Žvėrynas – Justiniškės – Pašilaičiai               |
| 9   | Karoliniškės – Šeimyniškių g. – Žirmūnai                             |
| 10  | Saulėtekis – Kalvarijų g. – Naujininkai                              |
| 12  | Žirmūnai – Šeimyniškių g. – Jono Basanavičiaus g. – Žemieji Paneriai |
| 13  | Pašilaičiai – Justiniškės – Žemieji Paneriai 1                       |
| 14  | Saulėtekis – Žygimantų g. – Jono Basanavičiaus g. – Karoliniškės     |
| 15  | Bahnhof Vilnius – Žemieji Paneriai 1                                 |
| 16  | Bahnhof Vilnius – Lazdynai – Pašilaičiai                             |
| 17  | Žirmūnai – Šeimyniškių g. – Naujininkai                              |
| 18  | Pašilaičiai – Justiniškės – Žemieji Paneriai – Titnago g.            |
| 19  | Pašilaičiai – Konstitucijos pr. – Antakalnis – Saulėtekis            |
| 20  | Žirmūnai – Žygimantų g. – Pylimo g. – Bahnhof Vilnius                |
| 21  | Saulėtekis – Šilo tiltas – Žirmūnai                                  |

1 = Fährt nur werktags

## Fahrzeugbestand
Aktueller und zukünftiger Fahrzeugbestand:
| Stück   | Hersteller | Elektrik | Bezeichnung | Baujahre        | Anmerkungen                                                        | Bild |
| ------- | ---------- | -------- | ----------- | --------------- | ------------------------------------------------------------------ | ---- |
| 1       | Škoda      | Škoda    | 9Tr         | 1961–1982       | Solowagen, hochflurig, Museumswagen                                |      |
| 150     | Škoda      | Škoda    | 14Tr        | 1982–1997, 1999 | Solowagen, hochflurig                                              |      |
| 2       | Škoda      | Škoda    | 15Tr        | 1991            | Gelenkwagen, hochflurig                                            |      |
| 45      | Solaris    | Ganz     | Trollino 15 | 2006–2007       | dreiachsiger Solowagen, niederflurig                               |      |
| 2       | MAZ        | Amber    | 203 T Amber | 2012            | Solowagen, niederflurig                                            |      |
| 41      | Solaris    | Škoda    | Trollino 12 | 2018–2019       | Solowagen, niederflurig                                            |      |
| 20 (91) | SOR        | Škoda    | 32Tr        | 2024–2025       | Solowagen, niederflurig, mit Batteriehilfsantrieb, in Auslieferung |      |